# Élisabeth Tible
Vous lisez un « bon article » labellisé en 2023.
Pour les articles homonymes, voir Tible.
Élisabeth Tible est une aéronaute française, née le 8 mars 1757 à Lyon et morte le 13 février 1785 à Paris. Elle est considérée comme la première femme de l'histoire à avoir effectué un vol à bord d'un aérostat libre. L'événement a lieu le 4 juin 1784 à Lyon, à bord de la montgolfière nommée La Gustave en l'honneur de Gustave III, roi de Suède.
La Gustave s'élance cinq mois après le Flesselles — mongolfière n'ayant emporté que des hommes — dans les cieux lyonnais. Véritable succès, ce vol est suivi par une foule importante depuis le décollage jusqu'à la réception où elle porte en triomphe les deux aéronautes, Élisabeth Tible et Fleurant. Ces derniers se rendent ensuite à Paris où ils reçoivent la médaille de l'Académie royale des sciences. Après cette récompense, on ignore le destin d'Élisabeth Tible.

## Biographie
Élisabeth Estrieux est la fille de Pierre Estrieux, ouvrier en soie, et d’Agathe Desclaustre. Née le 8 mars 1757, elle est baptisée le lendemain dans l’église Notre-Dame de la Platière à Lyon, sous le nom d'Isabeau Estrieux.
Le 12 janvier 1772, dans l'église Saint-Nizier de Lyon, à l'âge de 14 ans et 10 mois, elle épouse Claude Tible, fabricant lyonnais de bas de soie, aussi désigné comme un industriel fabricant et montreur d'objets en cire. Claude Tible, dont le nom est passé à la postérité grâce à son épouse, meurt à Lyon le 10 février 1800 à l'âge de 58 ans, en étant déclaré veuf.
Le contrat de mariage précise qu'Élisabeth est marchande de mode. De la part de son père, qui est alors déclaré « marchand claincaillier », elle reçoit en dot 2 200 livres dont le trousseau, un lit garni, une garde-robe, 800 livres de marchandises de mode et un fonds de commerce. Elle aurait rapidement été délaissée par son mari, au sujet duquel le comte de Laurencin écrit dans sa Lettre à Montgolfier du 6 juin 1784 : « Décidé à ne pas monter la Montgolfière, à qui, Monsieur, croyez-vous que j'ai cédé ma place ? à une jeune & jolie femme, à Madame Tible, née à Lyon, épouse, sans l'aveu de son cœur, dès l'âge de douze ans, d'un mari qui n'est pas homme, ignorant jusqu'au lieu où se tient caché le trompeur, enchaînée conséquemment par des liens qui l'empêchent d'en former de mieux assortis, & qui sans doute a voulu se consoler avec la gloire, des torts perfides de l'hymen. Mille personnes de son sexe ont su nous prouver que le courage n'est pas un attribut exclusif du nôtre ; mais je réponds que nulle ne l'a prouvé mieux qu'elle ; que nulle n'a mis plus de sens froid, plus de vérité dans sa détermination ; que nulle, fière d'un péril inconnu, n'a goûté plus de plaisir à le braver. » On dit encore qu'elle est soprano à la Comédie de Lyon, mais ces dernières affirmations sont à prendre avec précaution, car elles apparaissent parfois contradictoires et non corroborées. Son histoire a été relatée par les chroniqueurs de son époque, dont les versions sont reprises jusqu'à nos jours, la plus récente étant une vidéo de la chaine Arte le 6 juin 2022.

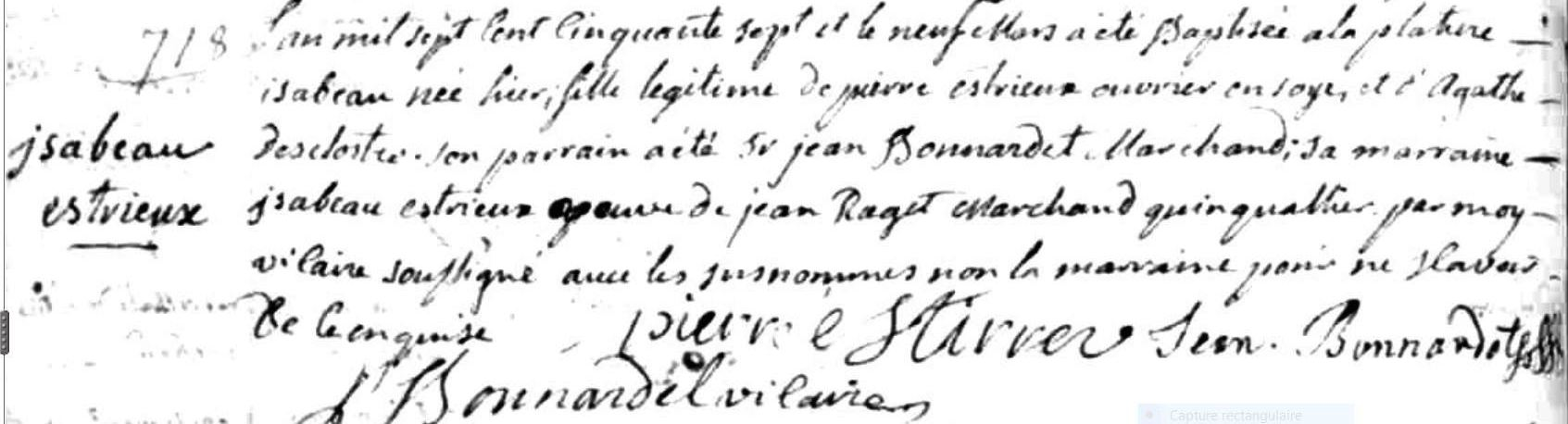
Acte de baptême d’Élisabeth Estrieux, le 9 mars 1757.
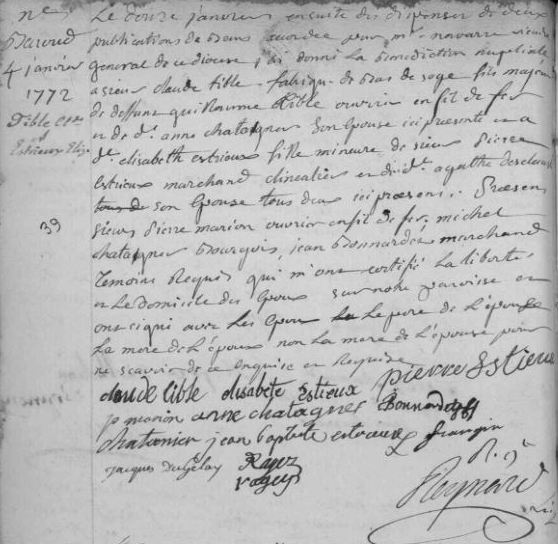
Acte de mariage Tible - Estrieux, le 12 janvier 1772.

### Premier vol libre féminin de l'histoire

#### Préparatifs
Le roi Gustave III de Suède est en visite à Lyon, et voyage sous le nom de comte de Haga. Les festivités sont prévues pour le 8 juin, mais il arrive le 3 juin à Lyon, entre 3 h et 4 h de l’après-midi, annonçant qu’il ne restera que jusqu'au lendemain. Les organisateurs avancent alors l'événement au 4 juin 1784.
Le sieur Fleurant, peintre que l'on dit vénitien, est le constructeur du ballon. Il a effectué les calculs, inventé un réchaud pour le combustible et mis au point ce projet avec Jean Espérance Blandine, comte de Laurencin, mécène et organisateur de l'évènement. Le 19 janvier 1784, celui-ci avait été passager du premier vol à Lyon, qu'il avait aussi financé, à bord du ballon nommé Le Flesselles en l'honneur de Jacques de Flesselles. Peut-être refroidi par son rude atterrissage, le comte offre de laisser sa place pour ce vol à Élisabeth Tible. De plus, les calculs de Fleurant et Laurencin leur avaient montré que la nacelle ne pourrait emporter que deux passagers au lieu des trois initialement envisagés. Il leur semblait plus raisonnable que le poids total avec le matériel, le réchaud et huit quintaux de combustible ne dépasse pas 30 quintaux.

« Gustave différoit trop ; bref, il arrive, vient sous la toile, veut connoître les voyageurs, & daigne craindre pour moi un danger qui ne m'effrayoit point. En vain nos coopérateurs voulurent-ils, par attention, m'éloigner du foyer jusqu'au moment du départ ; je craignois trop de voir prendre ma place dans la galerie pour en déloger. »

— Élisabeth Tible, Lettre à Mme ***, 1784.

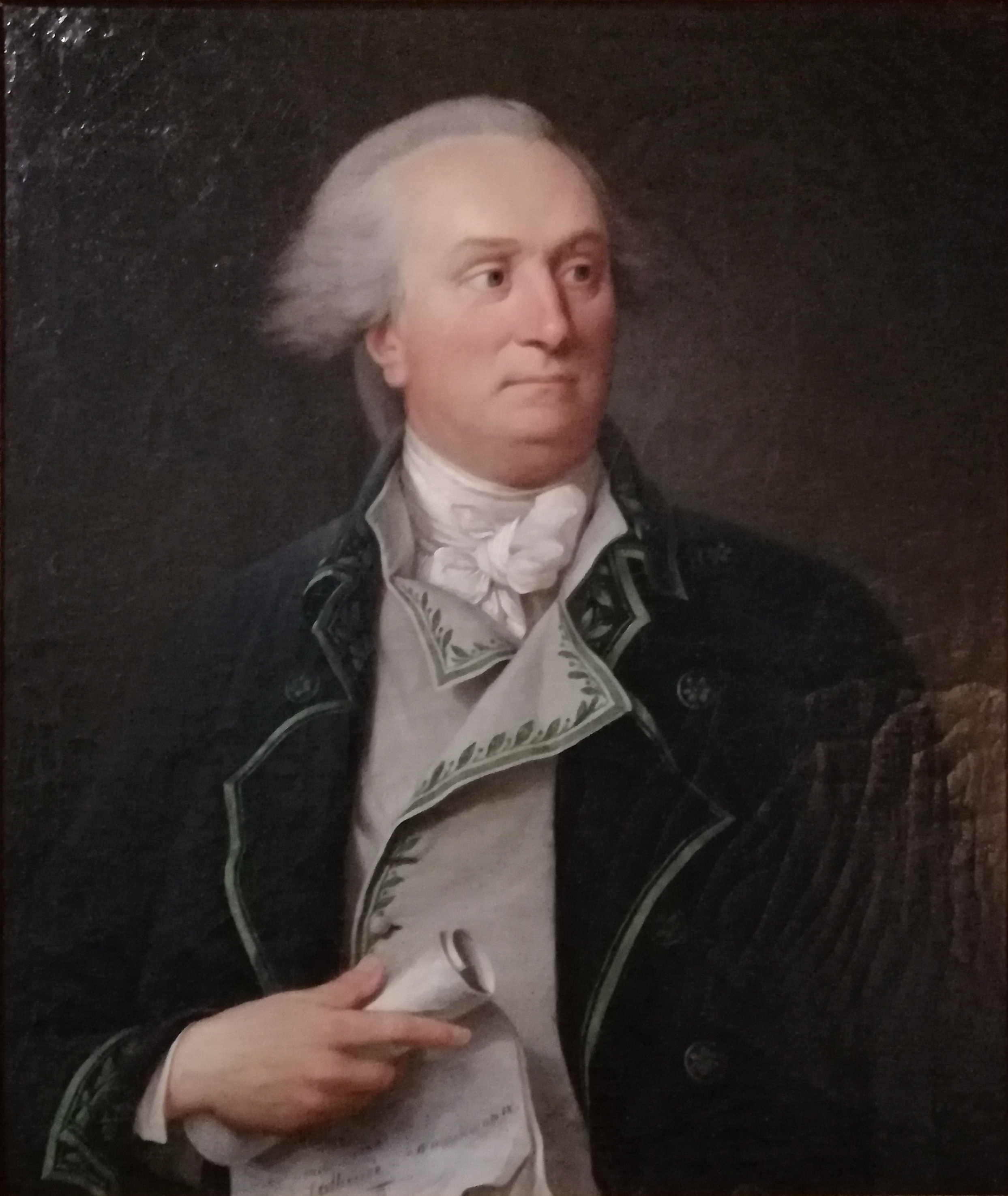
Jean Espérance Blandine de Laurencin.
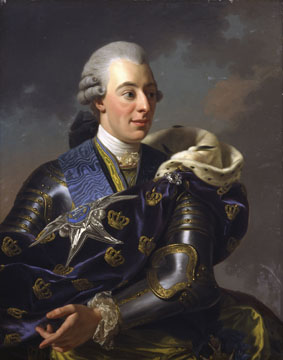
Gustav III, roi de Suède.

#### Le vol

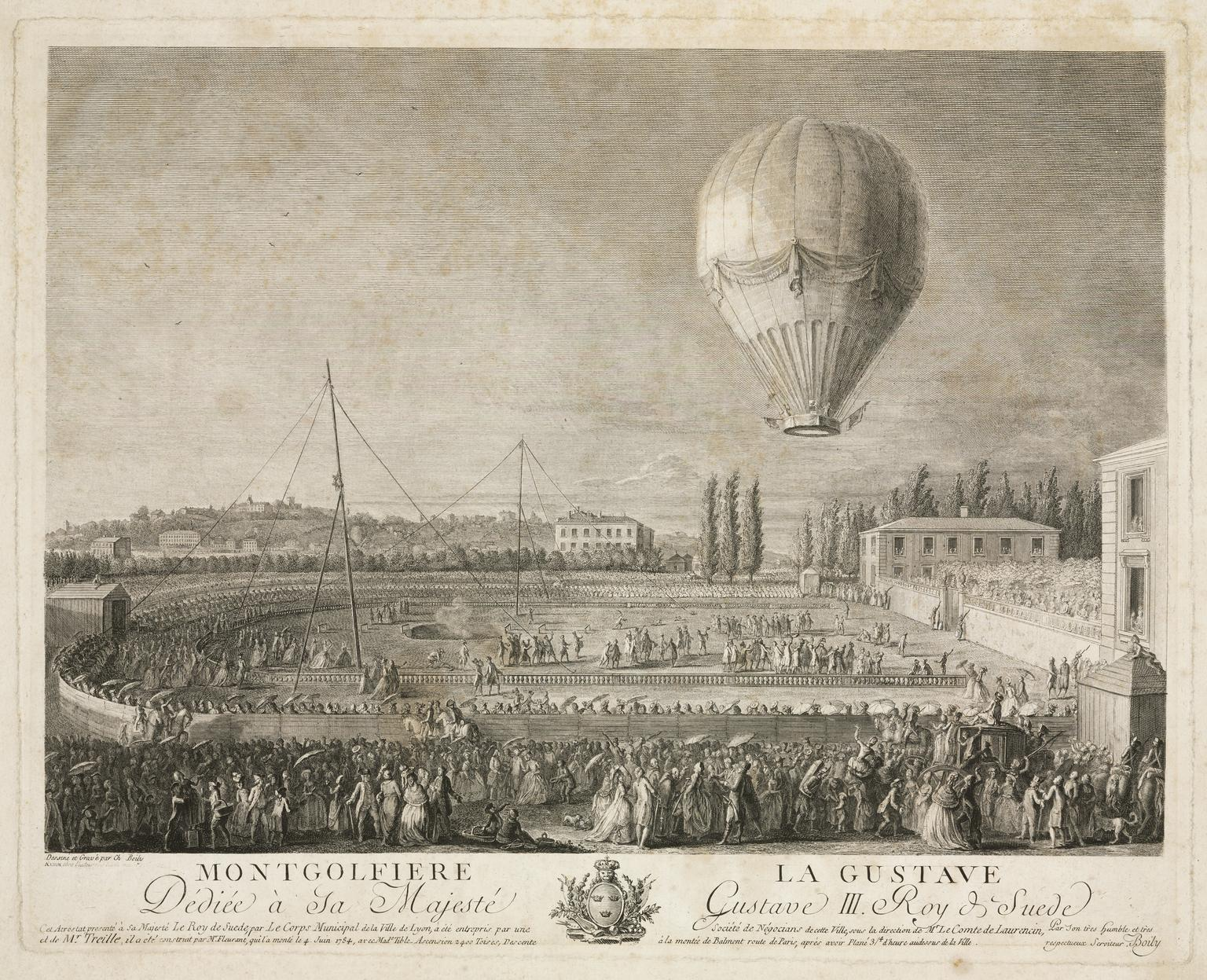
L'envol de La Gustave par Charles-Ange Boily.

Le vendredi 4 juin 1784, en fin d'après-midi, Élisabeth Tible prend place à bord de la montgolfière baptisée La Gustave en l'honneur du roi Gustave III qui donne le départ au son du tambour, les notables de Lyon, ainsi qu'une foule de citoyens, admirent le ballon qui décolle des Brotteaux dans le 6e arrondissement de Lyon, entre les actuelles rues Duguesclin, Créqui, Sèze et Bossuet. Laurencin estime qu'il y a 100 000 spectateurs ; ce nombre semble exagéré, car la population de Lyon est alors de 150 000 habitants.
Élisabeth aurait été costumée en Minerve : elle porte une robe blanche de taffetas serrée à la taille par une ceinture de soie bleue et un chapeau oriental à large bord. Elle chante une ariette en vogue de l'opéra La Belle Arsène et Fleurant lui répond par des extraits de l'opéra Zémire et Azor.
L'aérostat monte à une hauteur estimée de 1 500 m. Dérivant au gré des vents, il survole le faubourg de La Guillotière, puis le pont Saint-Clair ; il traverse le Rhône et la Saône, puis il plane au-dessus de Saint-Didier-au-Mont-d'Or.
Élisabeth fait le récit de son exploit, expliquant qu'un incident se produit : une des planches de la nacelle se disjoint. Pour se tenir en équilibre, elle doit s’accrocher au cercle de la galerie, tout en continuant à alimenter le foyer.
Le ballon s'élève encore à 2 104 toises selon Laurencin. Il fait froid, les aéronautes ressentent des douleurs dans les oreilles et il devient difficile de respirer. Fleurant diminue le feu, les réserves s’épuisent. Le ballon descend. Il faut choisir un terrain convenable. La chute s’accélère, la voilure éclate, le ballon tombe incliné et la toile s’abat sur les passagers avant de s’embraser. Aveuglée par la fumée, Élisabeth se blesse légèrement en dégageant son pied de la galerie. Cependant, les deux passagers réussissent à sortir sains et saufs.
Le vol a duré 45 minutes. Le ballon a atterri à 3 km du point de départ, dans la propriété de M. René Tabareau, située dans le haut du clos de la Piémente, près de la montée de Balmont dans le quartier de La Duchère. Élisabeth Tible et Fleurant viennent d’établir les records mondiaux d'altitude (environ 1 500 m) et de durée (45 minutes) pour un vol en montgolfière de la première génération. Ils ont parcouru plus de 3 000 toises dans les airs (environ 6 km).
L'évaluation de l'altitude prête à discussion, car les instruments ne sont pas encore assez précis. De plus, cela peut être surévalué, car les records sont l’objet de prestige pour les villes où les expériences sont effectuées,.

« Le Sr. Fleurant avoue que la Demoiselle Tible, qui a été la première de son Sexe, portée sur les Ailes des Airs, a mis une précision, une prudence attentive & réfléchie à alimenter le Rechaud, placé au-dessous de l’Aérostat. Il a ajouté que le courage & le sang-froid de sa Compagne, ont fait tout le succès de l’expérience. »

— Gazette d'Amsterdam, 25 juin 1784.

#### Célébrations
Les deux aéronautes sont portés en triomphe au centre-ville pour rejoindre les organisateurs. Ils se rendent au Grand Théâtre (à l'emplacement de l'actuel opéra de Lyon) où le roi de Suède avait souhaité assister à Warwick et à L'Amant jaloux.
Leur contemporain Pierre-Jean-Baptiste Nougaret écrit : « Comme ces deux nouveaux voyageurs aériens sont d’un état obscur et que l’intérêt avait été visiblement le mobile de leur entreprise, il s’en faut de beaucoup qu’ils aient reçu autant d’honneurs que les sept argonautes (du Flesselles) tant applaudis. On leur refusa même l’entrée de la comédie, dans la crainte que le spectacle, honoré de la présence du roi de Suède, ne fût interrompu par les acclamations que méritaient leur audace et leur succès. Enfin quelques personnes engagèrent le parterre à les demander, et ils parurent humblement dans l’amphithéâtre où la dame Thible [sic] reçut une couronne et une guirlande de fleurs. »
Ils vont ensuite au palais archiépiscopal où le roi Gustave dîne avec l'archevêque et des notables de la ville. Élisabeth Tible raconte dans une lettre que, pour amuser le roi, son pied fait l'objet d'une démonstration de soin par magnétisme animal. La théorie fondée par Mesmer jouit d'un grand succès en 1784, et fait l'objet de mises en scène appréciées. Cependant, certains scientifiques le considèrent comme un charlatan. Au bout d'une demi-heure sans atteindre la transe et ne voulant plus se prêter à l'expérience, Élisabeth demande qu'on la laisse tranquille. Le manipulateur et l'assistance n'apprécient pas l'attitude d'une femme avec une telle force de caractère.
Quelques jours après, Élisabeth assiste à la représentation de La Belle Arsène au Grand Théâtre. Elle essaye d'attirer l'attention sur elle, mais les rares spectateurs n'applaudissent que l'actrice.
Pour chercher les honneurs qu'ils ont jugés insuffisants à Lyon, Élisabeth Tible et Fleurant montent à Paris. Le 30 juin, Fleurant lit un mémoire sur la construction et le voyage de La Gustave. Le 1er juillet, ils sont reçus à l'Académie royale des sciences, où ils reçoivent une médaille pour témoigner l'estime que mérite leur courage. Elle est la deuxième femme à avoir cet honneur depuis la création de l’Académie en 1666. Elle demande par la suite en vain à l'abbé Miolan (ou Miollan) et à Jean-François Janinet de l'associer au voyage en montgolfière qui doit partir du jardin du Luxembourg le 11 juillet 1784, en présence du roi de Suède.

### Fin de vie
Venue vivre à Paris, Élisabeth Tible y meurt le 13 février 1785, à l'âge de 27 ans.

## Postérité

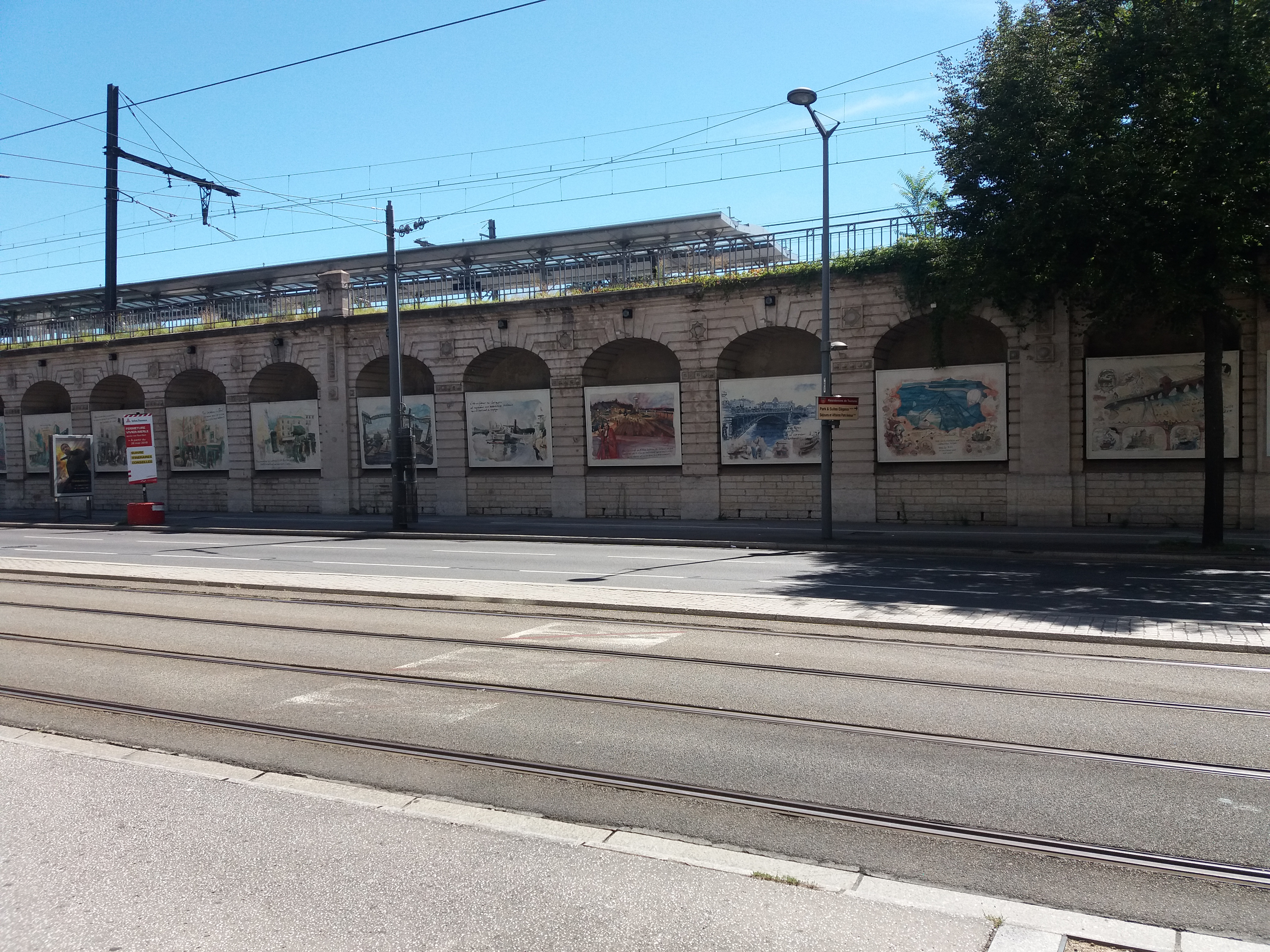
La Fresque du Centenaire, place Jean-Macé, présente un panneau sur lequel est peint un ballon nommé « Le Gustave ».

- Une rue Élisabeth-Tible se trouve à La Rochelle[34] et une autre à Saint-André-de-Cubzac[35]
- Un panneau de la Fresque du Centenaire sur le mur de la gare de Lyon-Jean-Macé rappelle cet événement.
- En 1983, le valet de carreau du jeu de cartes Grimaud « Les montgolfières » figure La Gustave.
- La même année, des timbres-poste de Cuba et du Zaïre, suivis de la France avec une carte l'année suivante, sont émis pour célébrer le bicentenaire du vol de La Gustave. En 1993, le Nicaragua émet une série sur les pionniers de l'aérostation, qui comporte un bloc avec un timbre-poste « Madame Thible »[36].

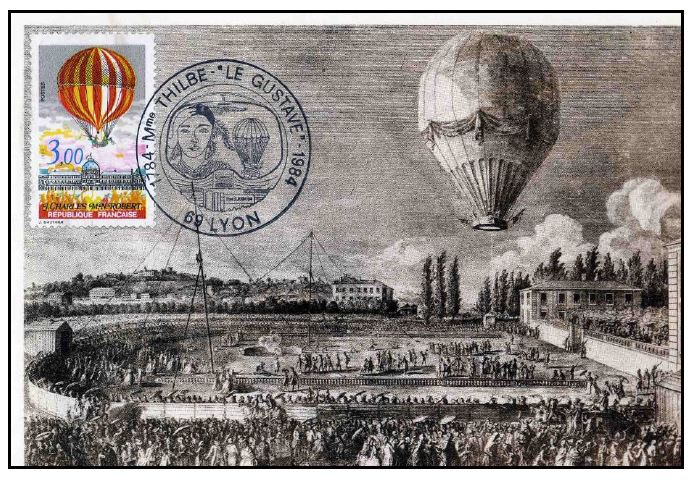
1784-1984 Philatélie Bicentenaire du vol du ballon Le Gustave à Lyon.
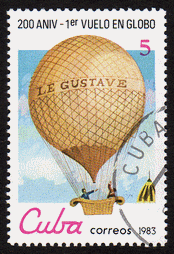
Timbre-poste de Cuba, 1983, « 200 ANIV - 1er VUELO EN GLOBO ».
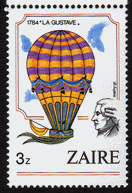
Timbre-poste du Zaïre, 1984, « 1784 - La Gustave ».
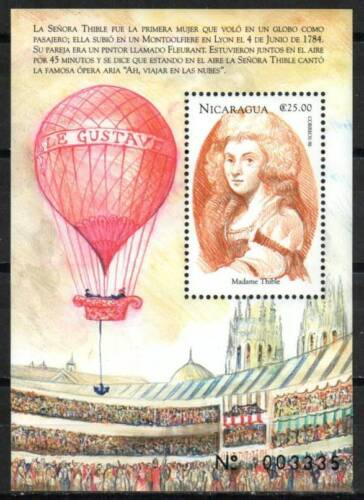
Bloc-feuillet avec timbre Nicaragua « La Señora Thible », 1999.
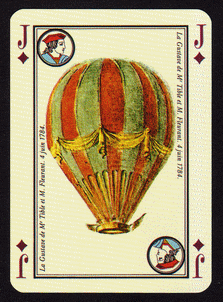
Jeux de cartes « Les montgolfières », Grimaud, légendé « La Gustave de Mme Tible et M. Fleurant ».

- En 1990, un film intitulé Venus im Wolkenschiff (« Vénus sur un vaisseau de nuages ») a été réalisé par Annette Reeker (de) avec Anouk Plany dans le rôle d'Élisabeth Tible, il raconte également la vie de Marie Sophie Blanchard, aérostière mariée à Jean-Pierre Blanchard, incarnée par Angelika Steinborn[8].
- En 2019, Sharon Wright publie le roman Balloonomania Belles : Daredevil Divas Who First Took to the Sky sur les premières aérostières où Élisabeth Thible est une des principales héroïnes[37].
- En 2022, Lisa Bielawa (en) a composé deux œuvres musicales inspirées par Élisabeth Tible : Land, Sea, Sky[38] et un opéra en trois actes intitulé La Ballonniste[39].
- Le 10 juin 2022, la chaine Arte produit un documentaire : Élisabeth Tible, première femme astronaute[9] .